# Marisa Merlini
Marisa Merlini (* 6. August 1923 in Rom; † 27. Juli 2008 ebenda) war eine italienische Schauspielerin.

## Karriere
Merlini begann ihre Schauspielkarriere im Alter von 17 Jahren am Teatro Valle in Rom und hatte ihr Spielfilmdebüt mit einer Nebenrolle in Mario Mattòlis Drama Stasera niente di nuovo. Sie stand in über 150 Kino- und Fernsehproduktionen, hauptsächlich Komödien, vor der Kamera und drehte mit so bekannten italienischen Filmemachern wie Mario Monicelli (Totò cerca casa, 1949) oder Luigi Comencini (L’imperatore di Capri, 1949; Brot, Liebe und Fantasie, 1953). Einen ihrer größten Erfolge feierte sie mit dem Gewinn des Nastro d’Argento für die Nebenrolle der Margherita Pozzi in Antonio Racioppis Ferienkomödie Tempo di villeggiatura (1956). Eine weitere Nominierung für den Nastro und den David di Donatello brachte ihr der Part der mädchenhaften Großmutter in ihrem letzten Kinofilm, Pupi Avatis Komödie La seconda notte di nozze, ein.

## Filmografie (Auswahl)
- 1950: Vendetta, die Rache des Bruders (Il capitano nero)
- 1952: Engel aus der Kellerwohnung (Gli angeli del quartiere)
- 1952: Die Helden des Sonntags (Gli eroi della domenica)
- 1953: Brot, Liebe und Fantasie (Pane, amore e fantasia)
- 1954: Liebe, Brot und Eifersucht (Pane, amore e gelosia)
- 1955: Die Mädchen vom Fernamt 04 (Le signorine dello 04 )
- 1956: Bigamie ist kein Vergnügen (Il bigamo)
- 1957: Ferien auf der Sonneninsel (Vacanza a Ischia)
- 1957: Liane, die weiße Sklavin
- 1957: Väter und Söhne (Padri e figli)
- 1958: Auferstehung
- 1958: Don Vesuvio und das Haus der Strolche (Il bacio del sole)
- 1959: Theaterträume (Il mondo dei miracoli)
- 1961: An einem Freitag um halb zwölf…
- 1961: Das Jüngste Gericht findet nicht statt (Il giudizio universale)
- 1961: Die Nächste bitte! (Il mantenuto)
- 1962: Mit Damenbedienung (Le massaggiatrici)
- 1963: I mostri
- 1966: Die Hölle von Macao
- 1968: Leichen pflastern seinen Weg (Il grande Silenzio)
- 1970: Eifersucht auf italienisch (Dramma della gelosia)
- 1972: Zwei Trottel als Bruchpiloten (Continuavano a chiamarli i due piloti più matti del mondo)
- 1974: Die tollen Charlots – Die Trottel von der 3. Kompanie (Les bidasses s’en vont en guerre)
- 1980: Urlaubsreport alleinstehender Frauen (La moglie in vacanza… l’amante in città)
- 1981: Das völlig irre Klassenzimmer (Pierino contro tutti)
- 1984: Ein bisschen blond (Qualcosa di biondo)
- 1988: Die Mondscheingasse (La ruelle au clair de lune)
- 2000: Der Flug des Adlers (Le ali della vita) (TV)
- 2005: La seconda notte di nozze

## Auszeichnungen
- 1957: Nastro d’Argento der Sindacato Nazionale Giornalisti Cinematografici Italiani als Beste Nebendarstellerin
- 2006: Nominierung für den Nastro d’Argento als Beste Nebendarstellerin
- 2006: Nominierung für den David di Donatello Award als Beste Nebendarstellerin